# Christina Nyman
Christina Nyman, född 1719, död 22 oktober 1795, var en svensk bryggare. Hon var "den från slutet av frihetstiden och det gustavianska tidevarvet bekanta och mångomtalade Madam Nyman". Hon är känd för att ha medverkat till grundandet av Stenborgs Teater.

## Biografi
Christina Nyman var ett av nio barn till den rike bryggaren Lorenz Eriksson Westman (1690–1730) och Magdalena Lütkeschwager Lorentz, och gifte sig 1736 med den rike bryggaren Nils Jonasson Nyman (död 1762), kallad "Nyman Jonasson". Hon hade med maken dottern Christina (1740–1791).
Vid makens död 1762 övertog hon hans bryggeri och fastigheter. Nyman bodde i ett eget hus på Norrmalm med en hushållerska, fem tjänstekvinnor och tio bryggardrängar. Hon ska fram till sin död ha varit fullt frisk och handlingskraftig, och ärvdes av sina dottersöner.
Christina Nyman blev 1783 ägare till Kirsteinska huset, och utverkade tillstånd att året därpå inhysa Stenborgs teater där genom att hyra ut det till Carl Stenborgs teatersällskap:
| ” | Stenborgs önskan att tillfredsställa publiken och på samma gång bereda sig själv förmånen av ökade recetter kröntes med framgång lättare, än man kanske hoppats. Han lyckades nämligen att för sin plan intressera den rika bryggaränkan ’madam’ Nyman, så att hon icke blott åt honom upplät sitt hus vid nedre Munkbron (nuvarande nr i), utan även med frikostig hand försträckte de för detsammas apterande till skådeplats erforderliga penningemedlen. Inredningen verkställdes av slottsbyggmästaren Kirstein och salongens dekorering av hovintendenten Rehn. | „ |
| – Flodmark, Johan (1893). Stenborgska skådebanorna: bidrag till Stockholms teaterhistoria. Stockholm: Norstedt. sid. 186, | |   |

Bellman beskrev henne i sin ofullbordade levnadsbeskrivning från 1794. Hon beskrevs av Bellman som barsk, "manhaftig" och myndig, med förmåga att sätta sig i respekt, överviktig och ständigt iklädd en karaktäristisk bindmössa. Hon ska också ha varit gästfri, godhjärtad och välgörande.
Hon: 
| ”                                                                                            | blev känd av hela Stockholm som en barsk, morsk och resolverad käring, den där icke skydde att hugga en utkörsdräng vid örat samt ej heller skrädde ord, då det gällde att tillrättavisa personer av högre samhällsställning. | „ |
| – Schöldström, Birger (1893). Mörkt och ljust: minnen och anteckningar. Stockholm: Huldberg, | |   |

En historia som berättades om henne var att en baron och kammarherre, som en gång var hennes gäster, förklarade sig vara nöjda över att de i ett borgarhus kunde bete sig ogenerat och ligga med armarna på bordet, varpå Nyman sade: 
»Om ni går ut till mina svin, så kan ni få njuta er rätta bekvämlighet – ni kan då få ligga i mathon hel och hållen». 
Enligt en version ska en av dem i själva verket ha varit en av prinsarna. Hon ska liksom sina bröder och brorsöner ha tillhört Gustav III:s allierade bland borgerskapet och kungen ska "vid flera tillfällen ha visat henne uppmärksamhet och artighet."
Christina Nyman skildras i skådespelet En konung av Oscar Wijkander (1870).